# Arthur Franke

Arthur Franke im Jahr 1988

Arthur Franke (* 5. August 1909 in Berlin; † 23. Oktober 1992 in Rüdersdorf bei Berlin) war ein deutscher Generalleutnant der Nationalen Volksarmee (NVA). Er war Chef der Militärischen Aufklärung der Nationalen Volksarmee.

## Leben
Der Sohn einer Arbeiterfamilie besuchte die Volksschule und erlernte von 1923 bis 1927 den Beruf des Tischlers. 1930 wurde er Mitglied der KPD. Er war Kassierer, Org.- und politischer Leiter einer Straßenzelle. Nach dreijähriger Arbeitslosigkeit arbeitete er 1933/34 als Tischler in der Philipp Holzmann AG Berlin.
Nach 1933 leistete er illegale antifaschistische Widerstandsarbeit in Berlin-Moabit und emigrierte im Februar 1934 in die ČSR, wo er ebenfalls illegal unter dem Pseudonym Pavel Hanke tätig war und an der tschechoslowakisch-deutschen Grenze gefährdete deutsche Kommunisten über die Grenze schleuste. Als Großkaufmann getarnt, flog er im Januar 1938 von Prag nach Brüssel. Über Paris gelangte er nach Spanien, wo er von 1938 bis 1939 in den Internationalen Brigaden im Thälmann-Bataillon in Spanien kämpfte. Im Juli 1938 wurde er bei Kämpfen vor der Stadt Gandesa schwer verwundet. Von 1939 bis 1941 war er in Frankreich in St. Cyprien und Le Vernet interniert. Er wurde im April 1941 nach Deutschland ausgeliefert und zu 18 Monaten Gefängnis verurteilt. Die Haft verbrachte er in Berlin-Tegel, anschließend wurde er in das KZ Sachsenhausen gebracht. 1945 gelang ihm die Flucht auf dem Todesmarsch der Häftlinge.
1945 wurde er Mitglied der Leitung der KPD, nach der Zwangsvereinigung von SPD und KPD der SED von Berlin-Tiergarten, 1947 Mitarbeiter der SED-Landesleitung Berlin. Am 1. Januar 1949 trat er in die Deutsche Volkspolizei ein, wurde Kommissar und Abteilungsleiter bei der Kriminalpolizei im Volkspolizeipräsidium Berlin. 1950/51 studierte er an der Parteihochschule und wurde 1951 im Rang eines VP-Inspekteurs (Oberst) Stellvertreter des Chefs und Leiter der Politabteilung der Kasernerierten Volkspolizei Luft bzw. der Verwaltung der Aeroklubs, Vorgänger der NVA. 
Mit Gründung der NVA 1956 war er bis 10. Februar 1959 Stellvertreter des Chefs und Leiter der Politabteilung des Kommandos der LSK/LV. 1956 bis 1958 war er gleichzeitig Mitglied der SED-Bezirksleitung im Bezirk Cottbus. Ab Februar 1959 diente er erst als Stellvertreter des Chefs und vom 31. August 1959 bis November 1974 als Chef der Verwaltung Aufklärung der NVA im Ministerium für Nationale Verteidigung (Nachfolger von Willy Sägebrecht). 1966 wurde er durch Walter Ulbricht zum Generalmajor ernannt und 1974 durch Erich Honecker zum Generalleutnant befördert. Franke traf sich oft mit Informanten und Quellen, wobei er häufig den Decknamen General Stein nutzte. Auch förderte er die Zusammenarbeit mit dem sowjetischen Militärgeheimdienst Glawnoje Raswedywatelnoje Uprawlenije (GRU). Am 31. Januar 1975 wurde er in den Ruhestand entlassen. Von Juni 1975 bis 1987 war er Präsident des Tauchsportklubs in der GST.
Franke lebte zuletzt in Schöneiche bei Berlin.

## Auszeichnungen in der DDR
- 1955 Vaterländischer Verdienstorden in Bronze, 1959 in Silber und 1979 in Gold
- 1958 Medaille für Kämpfer gegen den Faschismus 1933 bis 1945
- 1969 Orden Banner der Arbeit
- 1974 Karl-Marx-Orden
- 1976 Ernst-Schneller-Medaille in Gold
- 1977 Artur-Becker-Medaille in Gold
- 1982 Ehrenurkunde des Zentralrats der FDJ
- Scharnhorst-Orden